# Ọlọrun
Olorun és el governant dels Cels. Forma part de la tríada que compon les tres facetes del Déu Suprem del panteó ioruba: Olodumare, el Creador; Olorun, governant dels cels; i Olofi, qui és el conduït entre Orún (Cel) i Ayé (Terra).
Històricament, els ioruba no han adorat Olorun de manera directa, ni han dedicant al seu culte espais sagrats, sacrificis o sacerdots. Es tracta d'una deïtat llunyana, distant, i no pren part en els rituals humans.
Les tradicions ioruba no tenen una autoritat centralitzada. Aquest fet, juntament amb la difusió provocada per l'esclavitud a Amèrica, ha duit a que es creïn diferents cultes i, per tant, diferents maneres d'entendre la idea d'Olorun i el culte als orisha.

## Etimologia
Prové de l'idioma ioruba. És creat a partir de la contracció dels termes oní (que denoten domini o poder sobre alguna cosa) i òrun (que significa el cels, domicili dels esperits).